# 大阪府立港南造形高等学校
大阪府立港南造形高等学校（おおさかふりつ こうなんぞうけい こうとうがっこう）は、大阪府大阪市住之江区に所在する公立高等学校。

## 概要
総合造形科を設置する、美術系の専門高等学校である。普通科と美術系学科の併設校だった大阪府立港南高等学校（1984年開校）を母体として2003年に改組する形で、大阪府立港南造形高等学校として開校した。
創立記念行事等は、港南高等学校開校時の1984年を起点として実施している。
教科「美術」「工芸」「工業」を基礎にした学校設定教科「総合造形」を専門教科として設置し、美術・造形に関する専門教育をおこなっている。30名以上の美術科教員が、洋画、日本画、彫刻、版画、グラフィックデザイン、プロダクトデザイン、スペースデザイン、イラストレーション、ガラス、陶芸、木工、金工、漆芸、美学・美術史など、美術・造形の各分野に関する幅広い科目を開講している。
1年次では美術・造形の基礎を中心に学ぶ。2年次には美術・造形各分野から選択し専門的に学習する。3年次には「課題研究（卒業制作）」としてさらに深めるカリキュラムとなっている。
大阪府高等学校美術・工芸展（高校展）、大阪府高等学校芸術文化祭（芸文祭）には200点以上の作品を出品し、毎年多くの生徒が入選している。毎年2月には3年生の卒業制作展（港南展）を開催している。
校内には2018年3月31日をもって閉校した大阪府立咲洲高等学校の「記念碑」と「展示ケース」が設置されている。記念碑は、正門を入ってすぐ右の中庭にあり、住之江高校と咲洲高校の校名プレートが埋め込まれている。「展示ケース」は正面玄関を入ってすぐ右にある部屋にある。

## 沿革
1970年代-1980年代の高校生急増期の生徒受け入れに対応する形で、新設高等学校の設置が計画された。1981年、大阪市の所有だった現在地の用地を大阪府が取得し、この場所への高等学校開校が決まった。準備を経て、1984年1月1日付で大阪府立港南高等学校が設置され、同年4月に開校した。
同校では1984年度の開校当初から、普通科のほか、美術系の専門学科2学科（美術科・モダンクラフト科）を併設した。
その後2003年度には普通科を募集停止し、美術系学科を改組し教育実践を継承する形で、専門高等学校の大阪府立港南造形高等学校へと改編された。改編の際、美術系の設備の増設などもおこなわれている。

### 年表
- 1981年6月30日 - 現在地の学校敷地を取得。
- 1982年3月19日 - 大阪府第150高等学校（仮称）の予算が付く。
- 1984年1月1日 - 大阪府条例により大阪府立港南高等学校を設置。
- 1984年4月1日 - 大阪府立港南高等学校として開校。普通科・美術科・モダンクラフト科を設置。
- 1985年2月7日 - 体育館工事竣工
- 1985年6月4日 - プール工事竣工
- 2003年1月1日 - 大阪府条例により大阪府立港南造形高等学校を設置。総合造形科をおく。
- 2003年4月1日 - 大阪府立港南造形高等学校開校。従来の港南高等学校普通科・美術科・モダンクラフト科を募集停止。
- 2005年3月31日 - 港南高等学校の最終学年の卒業生が卒業（港南高等学校としては閉校）。

## 出身者
- 大塚愛 - シンガーソングライター、旧港南高校時代の卒業生。
- 塩田千春 - 現代美術家、旧港南高校時代の卒業生。
- 神野貴志 - 作詞家、作曲家、編曲家、旧港南高校時代の卒業生。
- 加藤利彦 - 日本の実業家、IT参謀、旧港南高校時代の卒業生。
- 御伽ねこむ - コスプレイヤー、港南造形高校の卒業生。
- 原田ちあき - イラストレーター、港南造形高校の卒業生。

## 交通
- ニュートラム 南港口駅より西へ約400m
- ニュートラム南港東駅より東へ約400m